# Чех, Лех и Рус
Чех, Лех и Рус — персонажи книжных легенд, «три брата-славянина», персонажи-эпонимы из легенды об основании Чехии, Польши и Руси.
В «Чешской хронике» Козьмы Пражского начала XII века рассказывается о прибытии в Богемию славянского племени во главе с «праотцом Чехом». Затем в чешском варианте легенды появился и Лех, а в польском варианте легенды также и Рус.
Легенда появилась в законченном виде в Великопольской хронике XIV века, так как в рукописи, написанной в 1295—1296 годах (из библиотеки Яна Годийовского), отсутствует фрагмент о братьях. Предполагается, что автор версии о трёх братьях добавил Руса к легенде о лехе по имени Чех из хорватской земли, известной по чешской стихотворной хронике Далимила Мезиржицкого, созданной в 1308—1314 годах.
Чех и Лех фигурируют в чешской «Хронике» Яна Пшибика из Пулкавы XIV века, все три брата — у польского историка Яна Длугоша XV века.
Согласно «Великопольской хронике»:
В древних книгах пишут, что Паннония является матерью и прародительницей всех славянских народов… от этих паннонцев родились три брата, сыновья Пана, владыки паннонцев, из которых первенец имел имя Лех, второй — Рус, третий — Чех. Эти трое, умножась в роде, владели тремя королевствами: лехитов, русских и чехов, называемых также богемцами».
Русская летопись «Повесть временных лет» начала XII века и средневековые литовские легенды о Палемоне связывают происхождение своих народов с регионом Норик (к западу от Паннонии), где жили иллирийские венеты. Согласно «Повести временных лет»:

По разрушении же столпа и по разделении народов приняли сыновья Сима восточные страны, а сыновья Хама — южные страны. Иафетовы же сыновья приняли запад и северные страны. От этих же семидесяти и двух народов произошёл и народ славянский, от племени Иафета — так называемые норики, которые и есть славяне.
Оригинальный текст (церк.-сл.)По раздрушении же столпа и по раздѣлении языкъ прияша сынове Симовы въсточныя страны, а Хамовы же сынове полуденныа страны. Афетови же сынове западъ прияша и полунощьныя страны. От сихъ же 70 и дву языку бысть языкъ словенескъ, от племени же Афетова, нарѣцаемѣи норци, иже суть словенѣ.

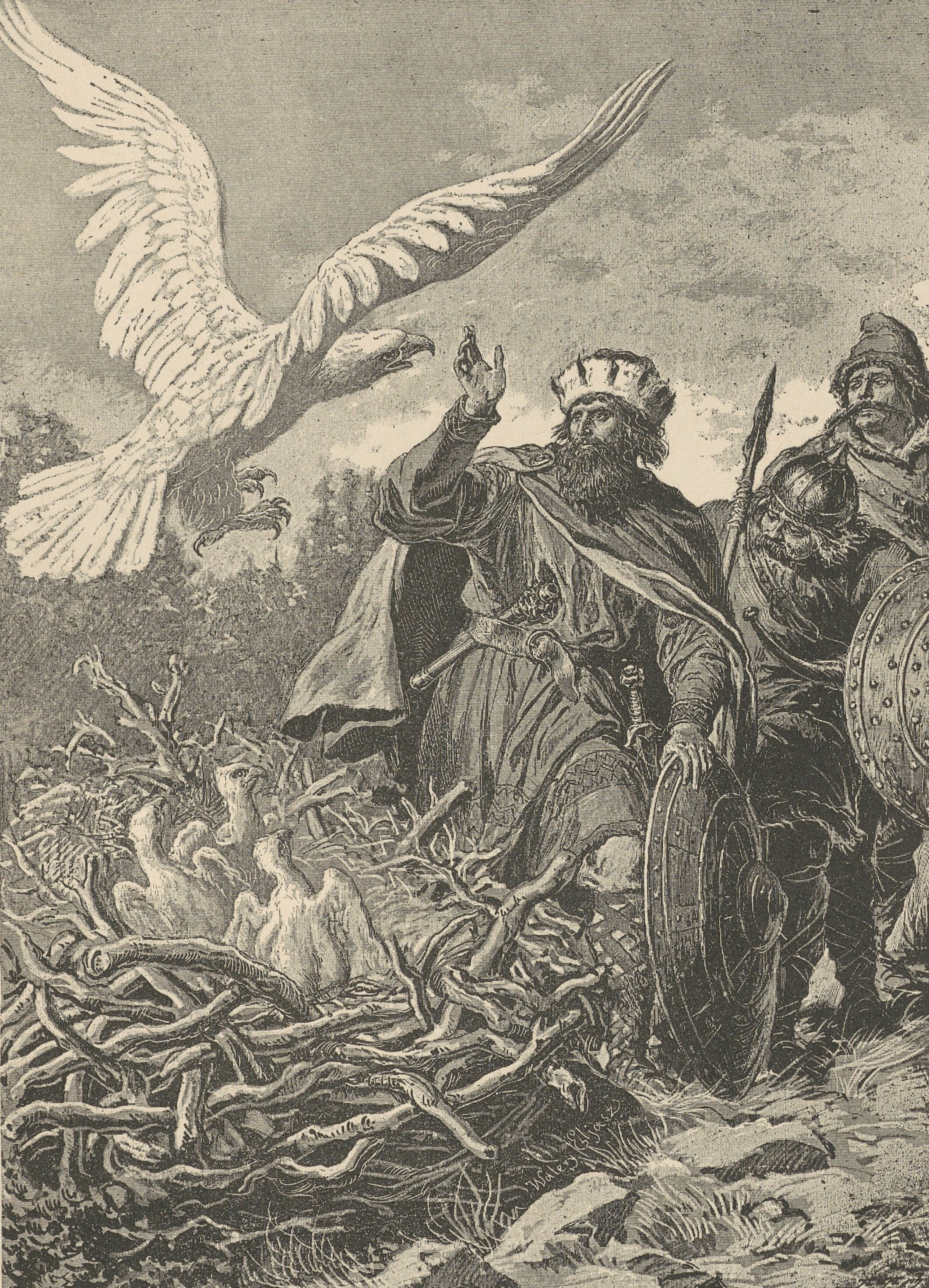
Чех, Лех, Рус и белый орёл, иллюстрация XIX века

С этим согласуется также легенда об образовании чешского народа, описанная в книге Прокопа Слободы:

Хорошо знаю, что известно многим, но не всем, как некогда из этой крапинской местности, по исчислению Петра Кодицилюса и многих других, в 278 году, ушёл очень знатный вельможа Чех с братьями своими Лехом и Русом, а равно со всеми своими приятелями и родом, из-за того, что они не могли уже переносить те великие нападки и притеснения, которые делали им римляне, а особенно начальник римских войск Аврелий, который охранял Иллирию вооружённой рукой и настолько притеснял его род, что Чех со своими поднял против него восстание и вывел его из числа живых. И вследствие этого, боясь могучей руки римлян, покинул Крапину, своё отечество. Целых 14 лет служил он с Салманином, с сыном Цирципана, в то время правителя и будущего вождя богемского народа…
Содержание этой легенды согласуется с римскими хрониками, которые повествуют о восстании Марка Аврелия Кара в Норике и Ретии в 282 году, в результате которого восставшими был убит римский император Марк Аврелий Проб и власть перешла к Кару.
В «Хронике польской…» Матвея Стрыйковского (1582), Рус, предок-эпоним русских, предстаёт братом или потомком Леха (предка поляков) и Чеха, общим праотцем которых и называется Мосох, сын Иафета.
По одной из версий, три брата охотились вместе, но каждый из них решил пойти по своему направлению. Рус пошёл на восток. Чех продвинулся на запад на гору Ржип, недалеко от Богемии, тогда как Лех пошёл на север, до тех пор, пока не встретил огромного белого орла, охраняющего своё гнездо. Он основал поселение Гнезно и выбрал белого орла в качестве своего герба.
О могущественном Росе писал уже в X веке византийский автор Симеон Логофет. В персидском «Собрании историй» начала XII века рассказывается о русах и славянах с упоминанием эпонимов Рус и Славянин.
О Русе рассказывает новгородское по происхождению легендарно-историческое сочинение XVII века «Сказание о Словене и Русе и городе Словенске», содержащее позднелетописную легенду о происхождении славян, заселении окрестностей Новгорода племенем словен, их истории до Рюрика, эпических предках русского народа и начале Русского государства.